# 徐正 (1891年)
徐正（1891年—1971年），原名徐邦荣，男，直隶武清（今属天津）人，中国水利专家、政治人物，曾任河北省政协副主席。